# عبد الرحمن النجار
الإعلامي عبد الرحمن النجار (1941م -) هو شاعر ومذيع وصحفي كويتي.

## السيرة الشخصية
ولد الشاعر عبد الرحمن حمد النجار في مدينة الكويت وتحديدا في (فريج سعود) - القبلة في عام 1941 ، ويعتبر برنامج (شبكة التلفزيون) على تلفزيون الكويت أهم محطة في مسيرته الإعلامية الطويلة، وهو كاتب عمود صحفي في صحيفة الأنباء الكويتية، وقبلها في صحيفة القبس وعدد من الصحف والمجلات الكويتية والخليجية.

## نشاطه الشعري
شارك في العديد من الأمسيات الشعرية ، وكانت أول من كتب القصيدة الشعبية على طريقة التفعيلة، وله قصائد وأشعار من تلحين كبار الملحنين في الكويت غنت له فرقة التلفزيون الكويتية أغنية وطنية بعنوان «يا وطن كلنا نحبك» ، كما غنت له الفنانة سناء الخراز والفنان محمد الويس، وله عشرات القصائد المنشورة في الصحف، ومن أشهر قصائده:
- رثاء.
- سلبني.
- سؤال وجواب.
- أحاجيكم عن بنية.
- يا وطن كلنا نحبك.

## نشاطه التلفزيوني
- وراهم وراهم.
- استوديو الاثنين.
- بريد التلفزيون.
- شبكة التلفزيون.

## الجوائز
حصل على جائزة الدولة التقديرية في الشعر عام 2023م.